# Zwarte doornstaartagame
De zwarte doornstaartagame (Uromastyx alfredschmidti) is een hagedis uit de familie agamen (Agamidae). De soort komt voor in Noord-Afrika. De soortnaam alfredschmidti is gegeven aan de zwarte doornstaartagame ter ere van de Duitse herpetoloog Alfred A. Schmidt.
De zwarte doornstaartagame komt voor in Algerije en Libië, in droge struikgewassen, rotsachtige gebieden en hete woestijnen. Net als de andere soorten van Uromastyx is de zwarte doornstaartagame herbivoor. De soort wordt bedreigd door habitatverlies.